# شوشا (مدينة)
شوشا (بالأذربيجانية - Şuşa) - (بالأرمنية: Շուշի)‏ هي مدينة في منطقة مرتفعات قرة باغ لجمهورية أذربيجان.

تأسست مدينة على يد ملك قارة باغ بَنَاهْعَلِي خان. في العصور المبكرة كان يسمون مدينة بناهباد على شرفه لخان شوشا جنبا إلى جنب مع اسم شوشا.
كان في شوشا 17 حيا: سيدلي وجولفالار وقيولوق وجوخور محلى ودورد جينار ودوردلار قوردو وحاجي يوسيفلي وأورودلار وساعتلي وخوجا مرجنلي وماماي ودميرجيلار وحمامقباغي ومردينلي وتازة محلى.
في كل أحياء كانت حمامات ومساجد، ومياه الينابيع.
أصبحت شوشا واحدة من أهم المدن الأذربيجانية في القرن الثامن عشر.

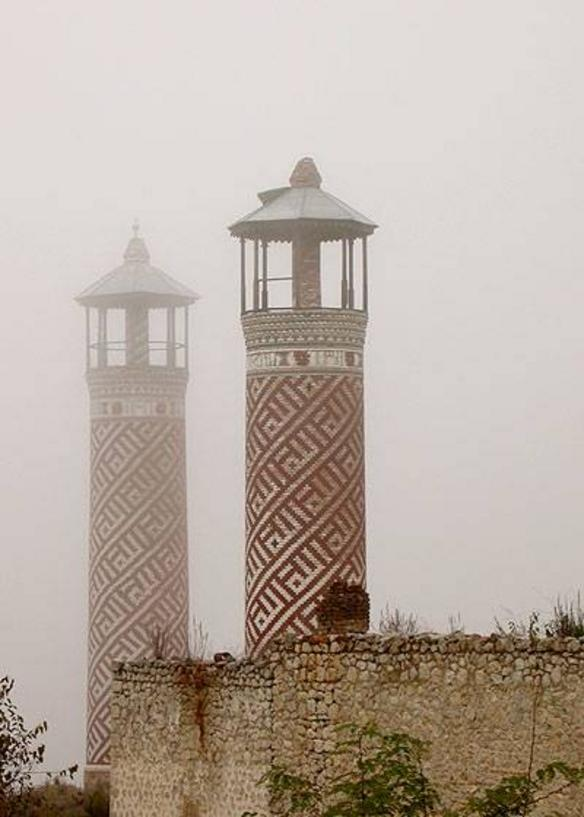
مسجد اشاغي جوهار أغا

في أواخر القرن التاسع عشر وأوائل القرن العشرين أصبحت مدينة شوشا المركز الموسيقى والثقافة في القوقاز.
و كان يطلقون على شوشا اسم «باريس الصغيرة», معبد الفن في القوقاز، بيت الموسيقى في أذربيجان، معهد الموسيقى في الجمهورية الترانسقوقازية الديمقراطية الاتحادية.
في ذلك الوقت، تم وضع أسس التعليم الموسيقي المحترف في أذربيجان، بفضل العمل للملحن العظيم عزير حجيبكوف.
تم احتلال مدينة شوشا من قبل الوحدات الأرمينية في 8 مايو، عام 1992. وفي نتيجة هذا الاحتلال قتل 195 مواطنًا أذربيجانيًا بقسوة خاصة في المدينة، وأصيب 165، وأصبح 150 منهم معاقين، وغادر أكثر من 20,000 مواطنًا منازلهم، وأصبحوا نازحين داخليًا.
ليست هناك معلومات واضحة حتى اليوم عن مصير ال 58 أذربيجنيا الذين وقعوا أسرى ورهائن.

بنتيجة لاحتلال شوشا من أجل محو الآثار التاريخية للأذربيجانيين، دمرت وندالييون، ما يقرب 600 من المعالم التاريخية، من ذلك قصر بناحلي خان، مسجد جوهار أغا، بيت خرشودبان نطوان، مقبر مواى بناح واقف، 22 مدرسة، 8 بيوت الثقافية، 31 مكتبة، 2 دور السينما، 8 متاحف، ومن ذلك أيضا متحف شوشا التاريخي، فرع متحف السجاد اذربيجان في شوشا، مصنع الآلات الموسيقية الشرقية الوحيد في القوقاز.

و تم إستلاب حوالي 5000 قطعة من متحف المدينة التاريخية، أكثر من 300 قطعة من متحف بيت عزير حجيبيلي، وقريبا من 400 قطعة من متحف بيت بولبول، و100 قطعة من متحف البيت للموسيقار الرسام مير موحسون نواب.

في 8 نوفمبر عام 2020 حررت القوات المسلحة الأذربيجانية مدينة شوشا القديمة لأذربيجان من احتلال أرمينيا.

## تاريخ

### تسميته
يعطى المؤرخ الروماني القديم الذي عاش في القرن الثاني قبل الميلاد، معلومات عن وجود شوشا من القبيلة التركية (لا موجود صوت «ش» باللغة اللاتينية) في القوقاز. وفقا على روايات الشعبية، يسمون «شوشا», لأن هواء هذه الأماكن نقي مثل البلور والمعالج. ووفقا لبعض المصادر، فإن كلمة «شوشا» من المحتمل أن تنتمي إلى القبيلة إسمه سكوثيون في أذربيجان.

### القرون السابع عشر والتاسع عشر
في هذه الفترات، محمد خان القاجاري، فتالي خان أفشار، آغا محمد شاه جاجار كانوا يريدون الاستيلاء هذه القلعة، لكن لم يستطعون الحصول عليها.
بدأ ملك قرة باغ بانهالي خان تشييد منشآت دفاعية في الموقع الأكثر إستراتيجية لشوشا من أجل حماية المنطقة من الأعداء.
تم أنشاء قلعة بايات في عام 1748، وقلعة شاهبولاق في 1752.
وقد سميت أولا قلعة شوشا، لاحقاً قلعة باناهباد وأصبحت هذه القلعة إلى قلعة رائعة في مرتفعات قرة باغ في عام 1747, بعد وفاة الحاكم الفارسي نادر شاه أفشار، أعلن بانهالي خان نفسه خان في قارة باغ وقد قرر بناء قلعة مثالية لحماية الخانات من هجمات العدو.

### القرن العشرين
برعاية حكومة القيصر، بدأ الأرمن بتحريض الأذربيجانيين في شوشا. في 13 يونيو، عام 1905، بدأت الاصطدامات بين مسلم والأرمن في منطقة كرياجين لمقاطعة جانجا في قارة باغ.
في 16 أغسطسو عام 1905, هاجم الأرمن على الأذربيجانيين. ارتكبوا وحشية هائلة ضد العديد من المواطنين الأذربيجانيين الذين يعيشون في أحياء كوجاريلي وخلفالي.
قدم الروس مساعدة كبيرة للأرمن. على الرغم من وحشيتهم، نتيجة للبطولة من الشوشين، لم يصلوا الروس وألأرمن إلى رغباتهم. كانت المدينة قادرة على حماية نفسها. في 17 أغسطس، بعد أن تم تنظيم دفاع وهجوم منظمين تحت قيادة حزب «ديفاي»، مما أدى إلى خسائر كبيرة، أرغم الأرمن على التراجع.
في 8 مايو، عام 1992، هاجم الأرمن إلى شوشا مرة أخرى وتم احتلت المدينة. وفي نتيجة هذه الاحتلال قتل 195 مواطنًا أذربيجانيًا بقسوة خاصة في المدينة، وأصيب 165، وتعرض 150 منهم للمعاقين، وغادر أكثر من 20,000 مواطنًا منزلهم وأصبحوا نازحين داخليًا.
وفي 8 نوفمبر 2020م أعلن الرئيس الأذربيجاني إلهام علييف تحرير مدينة شوشا على يد القوات المسلحة الأذربيجانية.

### شعاره
تم إبرام شعار مدينة شوشا في 21 مايو، عام 1843.

## جغرافية

### الإغاثة والجيولوجيا
أراضها المدينة جبالية. أعلى قمة هو جبل بويوك كيرس (2725م). هناك أنواع مختلفة من مواد البناء وينابيع المياه المعدنية. بشكل خاص مشهور السهب «جيدير» الذي يقع على حافة المدينة بالقرب من وادي داشالتي العميق.
في عام 1992, دمر «كهف خان» الذي يقع في جنوب مدينة شوشا، فوق 1365 م من مستوى سطح البحر، 114 مترا في الطول.
الظهر «خاري بولبول» الذي تنمو في شوشا فقط، يعتبر رمزا لشوشا.
الشربة، التي تعتبر رمزا لشوشا، تنمو هنا فقط

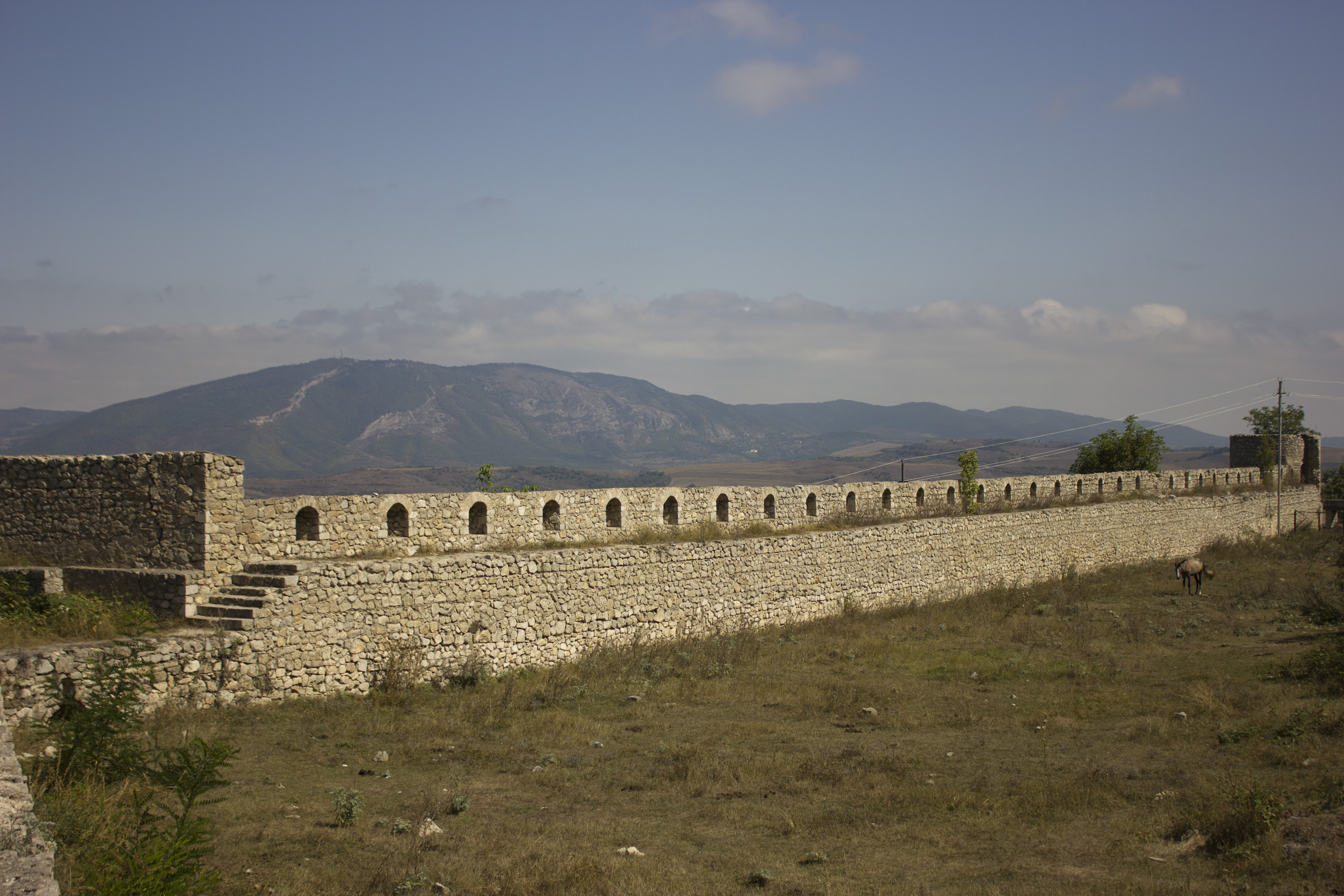
جدرانها القلعة في شوشا

### مناخ
تتميز معظم المنطقة بالطقس الحار والبارد المعتدل.
متوسط درجة الحرارة في يناير من -4 C إلى -1C وفي يوليو 16 -19C، هطول الأمطار السنوي 700-800 مم.

## الديموغرافيا والتكوين العرقي

### سكان
وفقا لإحصاءات عام 1823, خلال هذه الفترة 15729 عائلة أذربيجانية و 4366 مسيحية (من أصل ألباني) تألفت من 20035 عائلة تعيش في خانات قرة باخ.

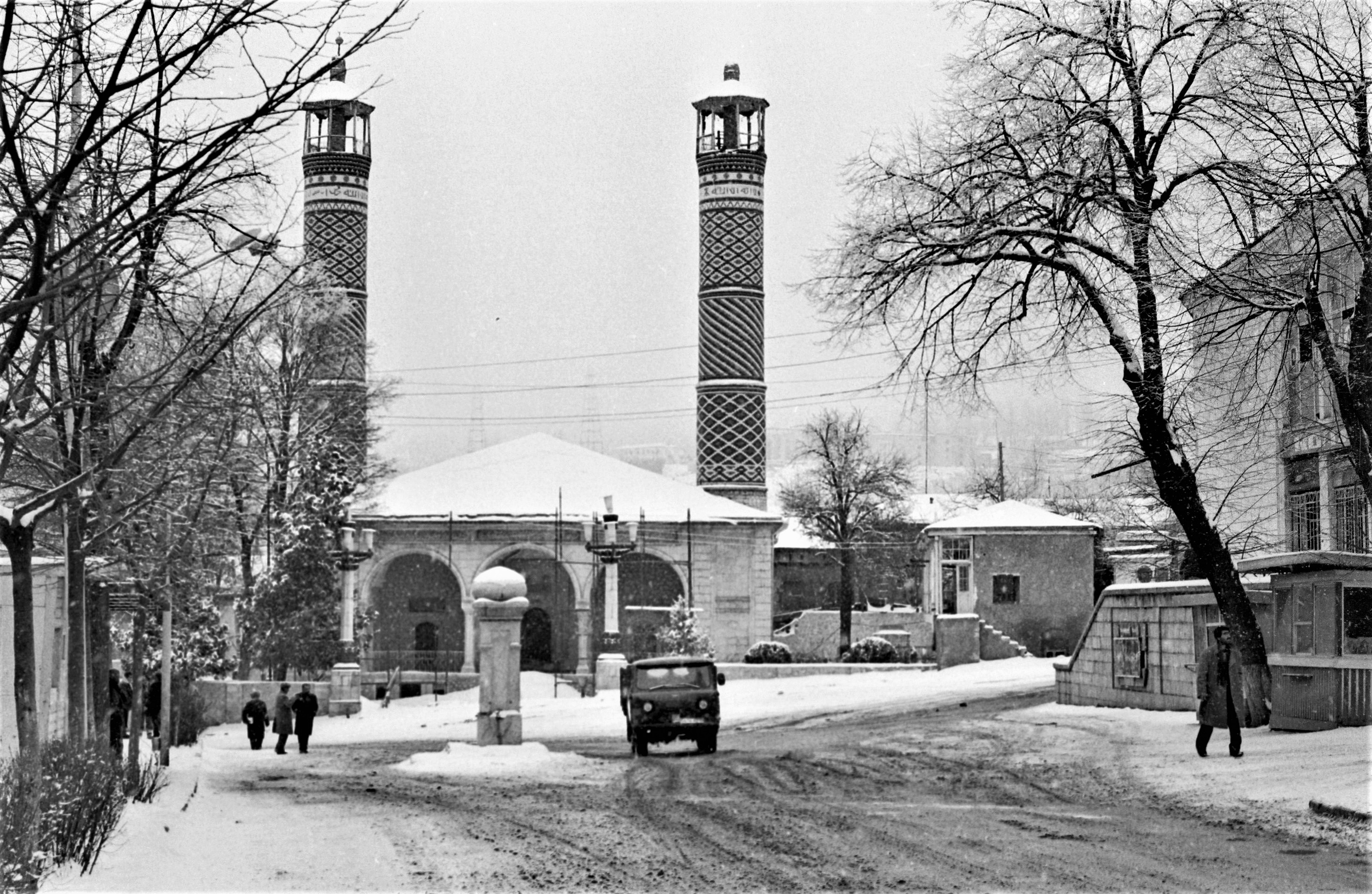
مدينة شوشا في عام 1992

### دين
في أواخر قرن تاسع عشر، كانت هناك 17 مساجد. من هذه المساجد: مسجد أشاغي جوخر اغا، مسجد يوخاري جوخر اغا، مسجد جولفالر، مسجد حاجي يوسيفلي، مسجد كوجارلي، مسجد ماماي، مسجد ماردنلي، مسجد قويولق، مسجد ساعتلي، مسجد سيدلي، مسجد جول قالى، مسجد خوجا مرجنلي، مسجد تازي محلى وغيرهم.

## معمارية
كان غني أراضها شوشا قبل احتلاله.
قبل احتلال شوشا، كانت أراضي المدينة غنية بالمعالم الأثرية القديمة.
كان موجودا في المدينة 549 مبنى قديمة، شوارع المزروعة بالحصى 1203 مترا، 17 نافورة محلية، 17 مسجد، 6 قوافل، 3 مقابر، مدرسين، قصرين، وجدران القلعة، بشكل عام.

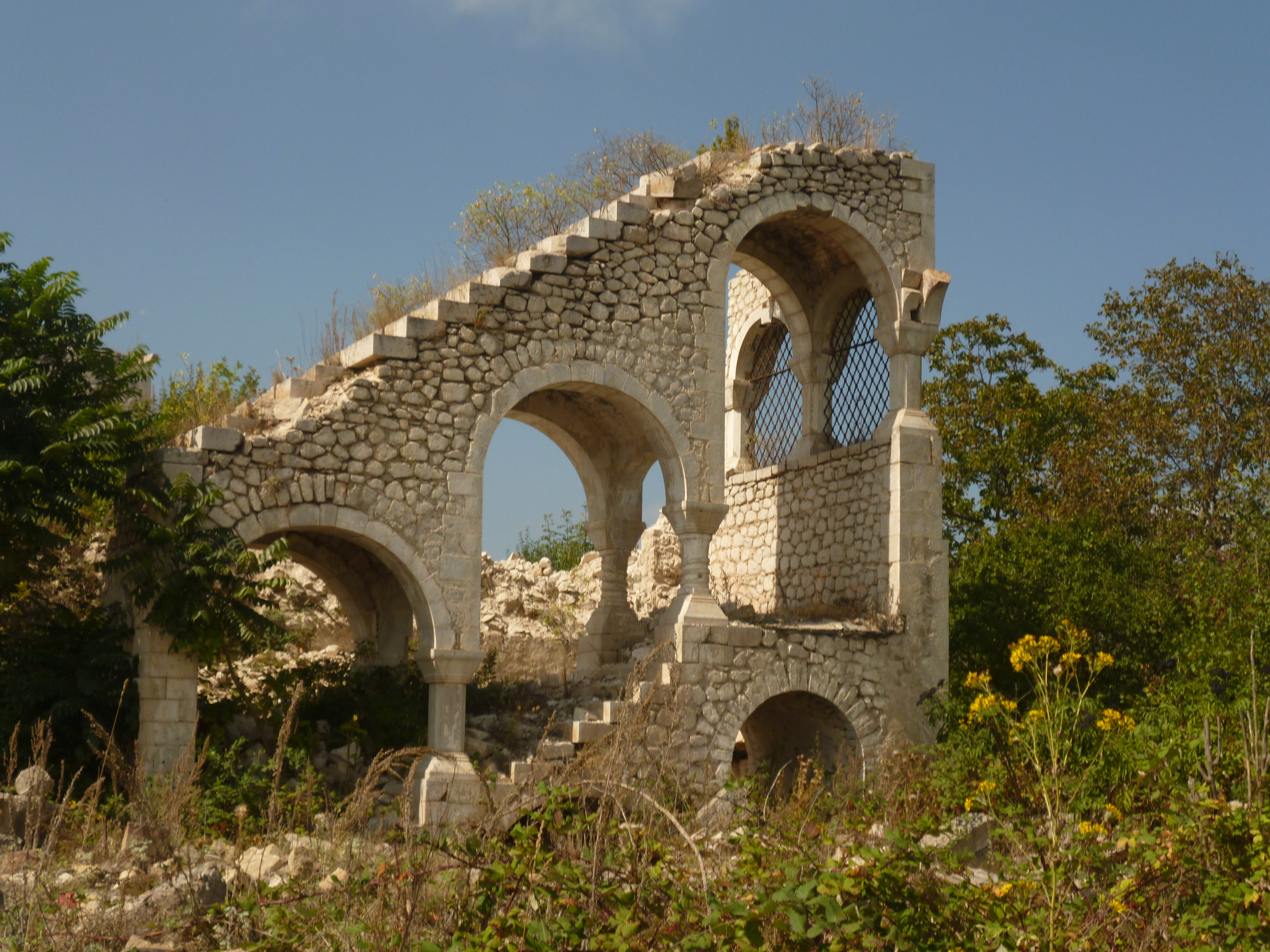
بقايا من قصر ملك شوشا

و مع ذلك 72 المعالم الفن والتاريخية الهامة. تم بناء العديد من هذه الآثار من قبل مهندس المشهور كربلاء سفيخان قارباغي، وتم تزيينه من قبل نجارمشهور كاربالي سافارعلي.
في عام 1977, أصبح شوشا إلى حمى تاريخي ومعماري.

## الأشخاص أصلي من شوشا

بناه علي خان - ملك قرة باغ
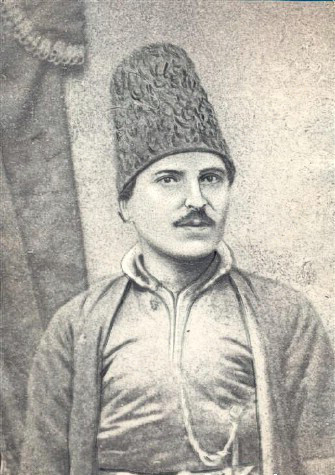
قاسم باي زاكر - الشاعر ألأذربيجاني
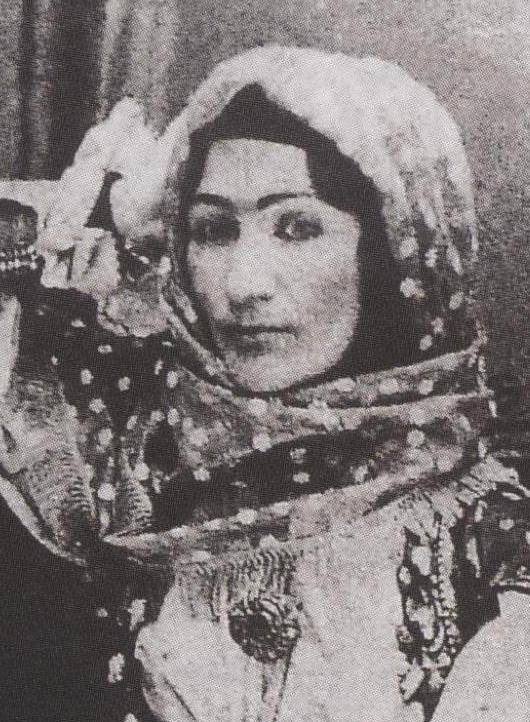
خورشيدبانو ناتوان - الشاعرة ألأذربيجانية
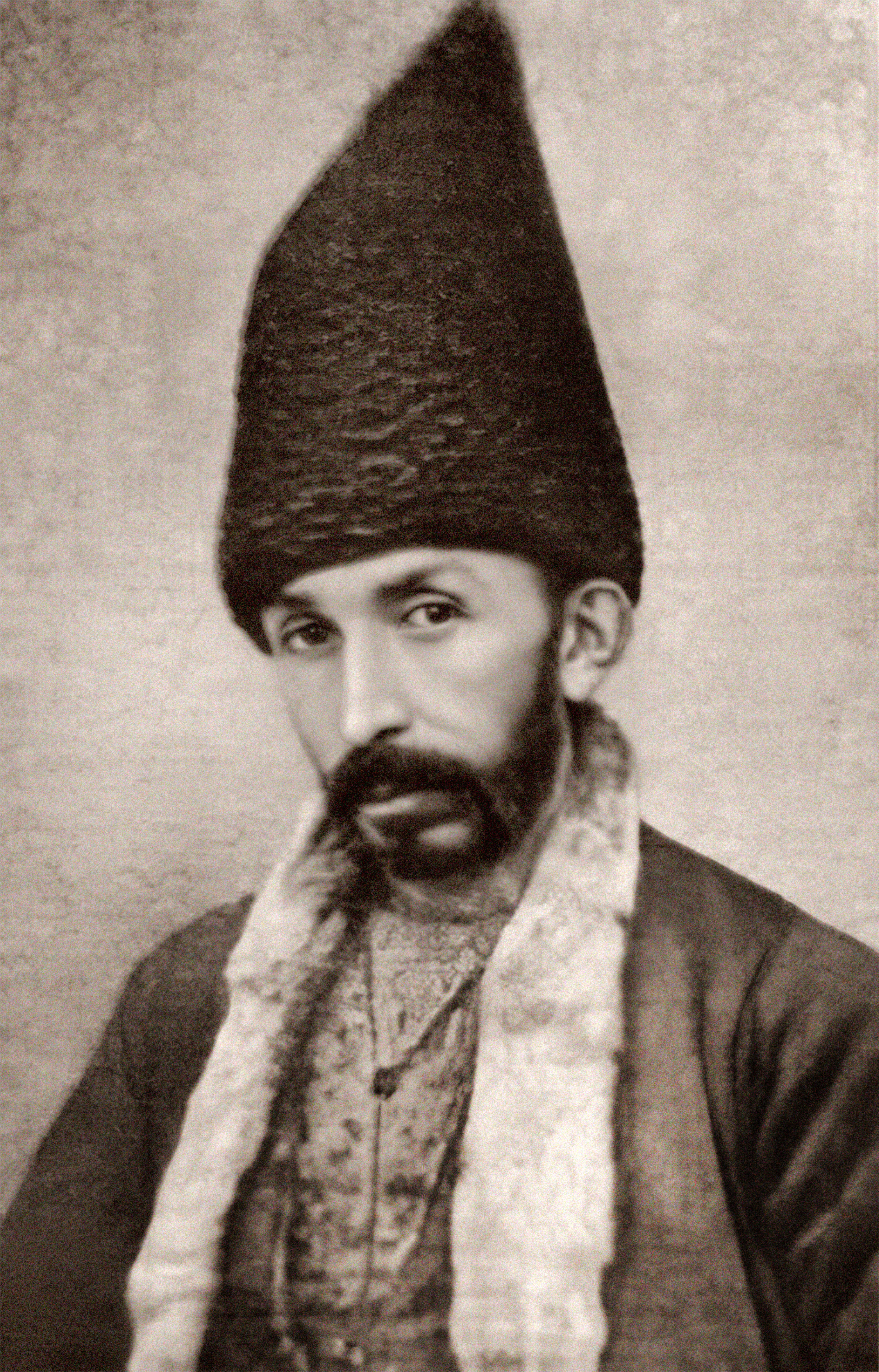
مير موحسون نواب - الشاعر ألأذربيجاني, رسام، موسيقار، خطاط
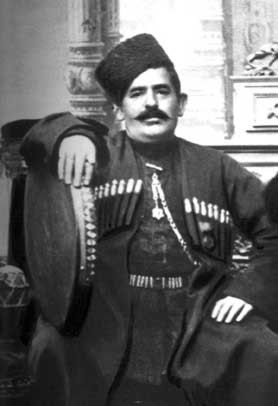
بولبول - مغني الأوبرا الأذربيجانية، باحث الموسيقى الفولكلور, مؤسس لمهنية الفن الصوتي في أذربيجان
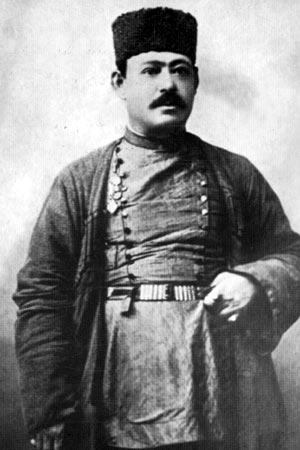
ميرزى صديق - عازف تار ألأذربيجاني
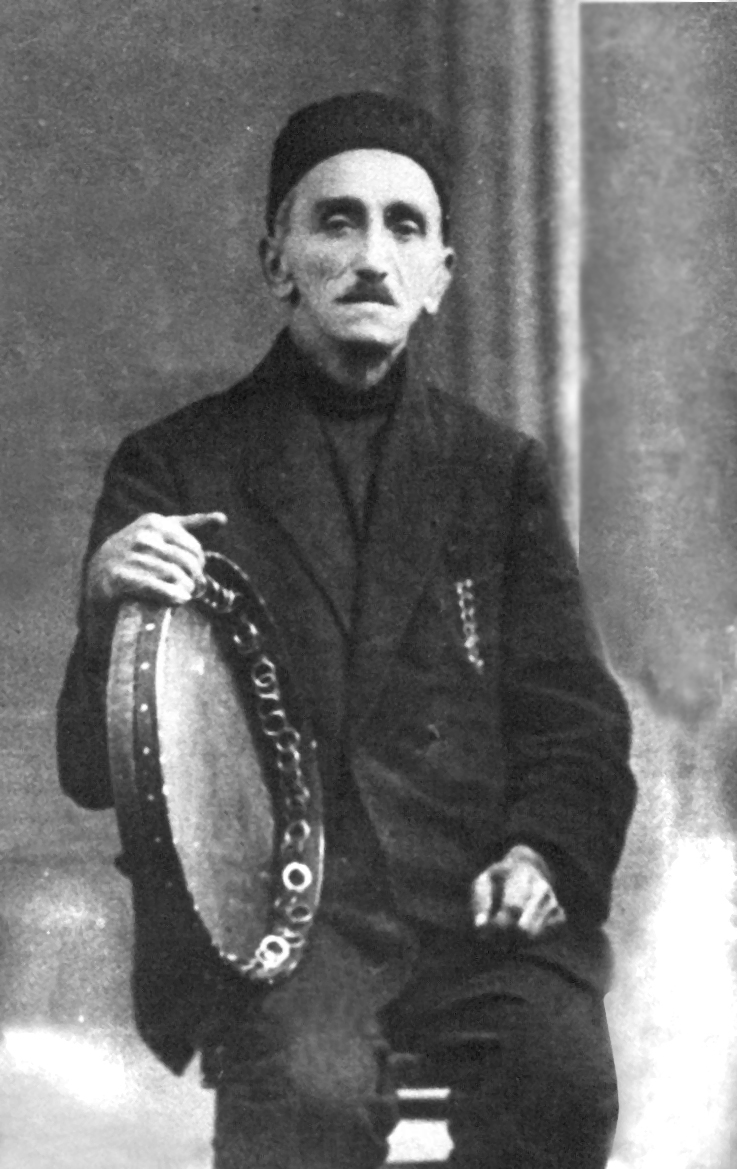
جبار كرياجديوغلو - مغني و عازف مقام أذربيجاني
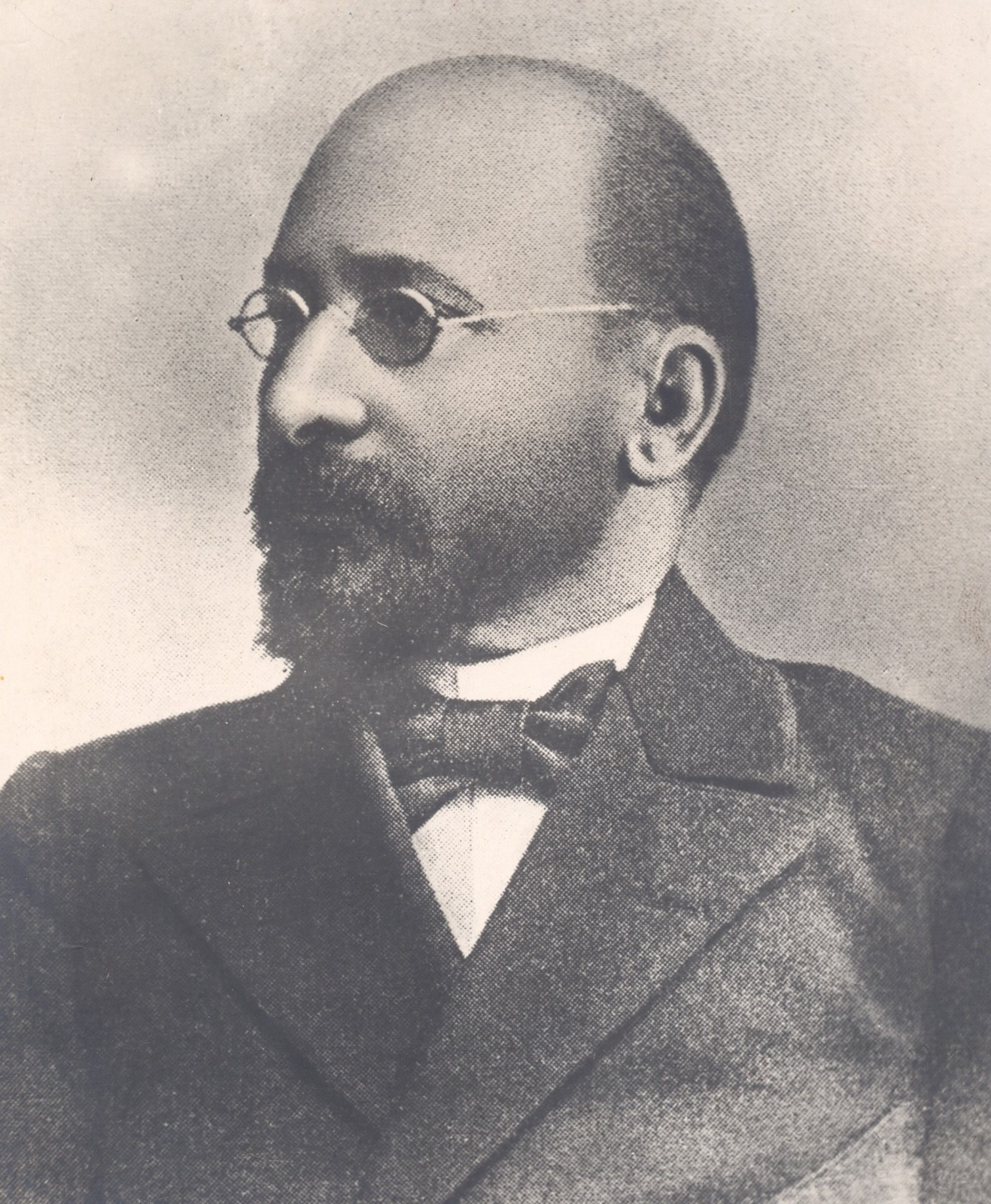
نجف باي وزيروف - الكاتب و الكاتب المسرحي ألأذربيجاني
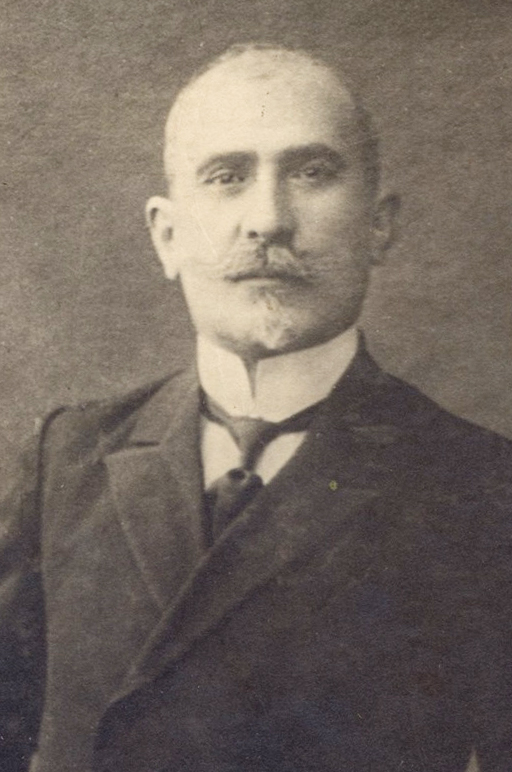
فريدون باي كوجارلي - مفكر ألأذربيجاني
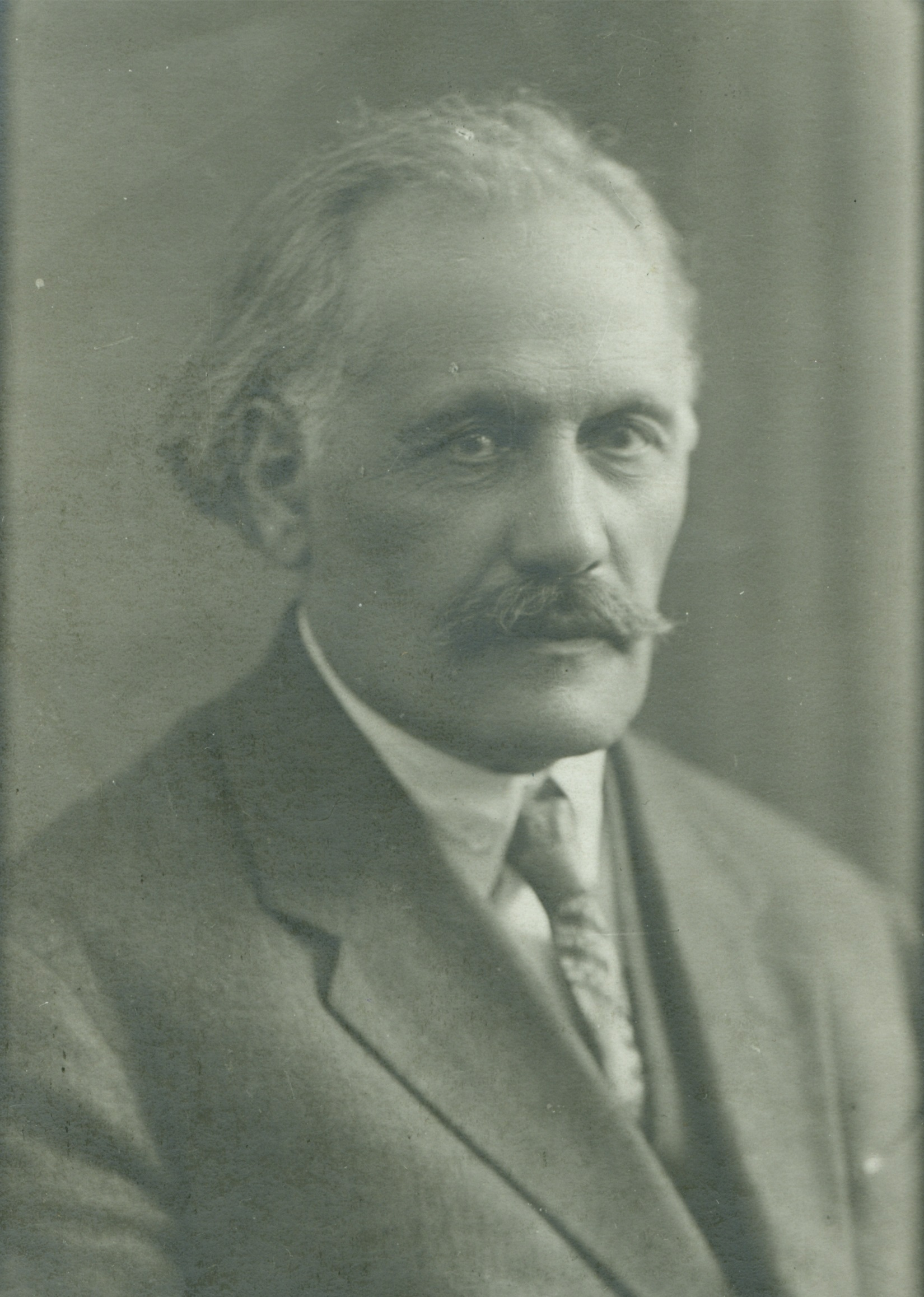
عبد الرحيم باي حق وردييف - الكاتب المسرحي ألأذربيجاني
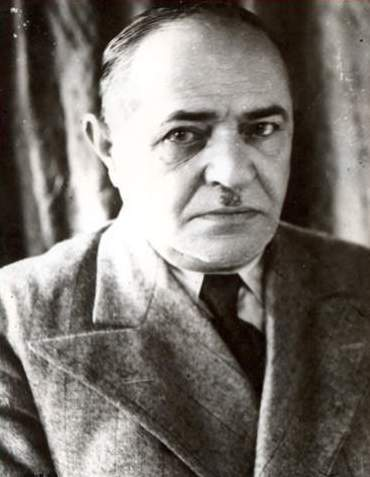
زولفوقار حجيبايوف - الملحن ألأذربيجاني
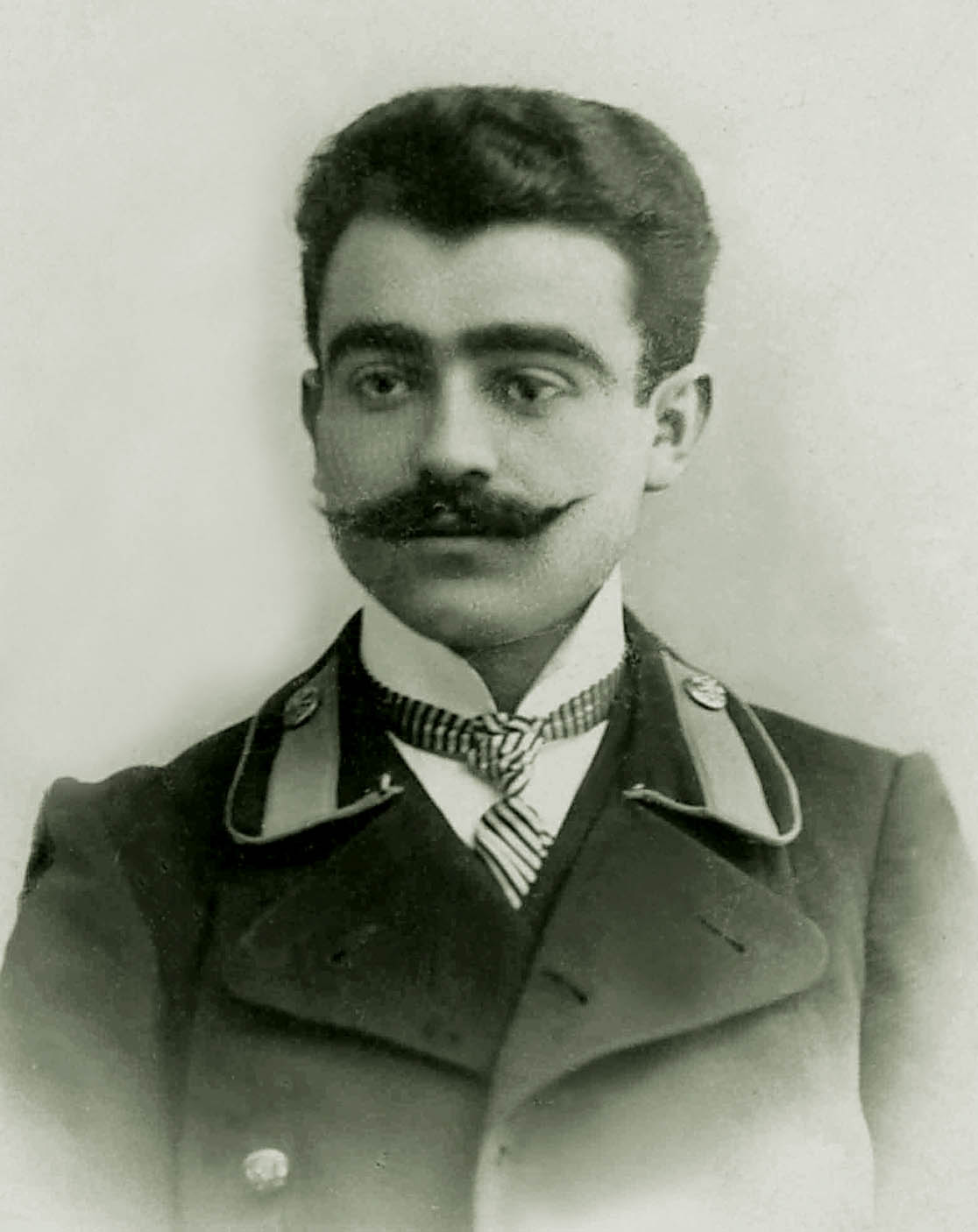
يوسف وزير جمن‌زمينلي - رجل دولة ألأذربيجاني